# Lockheed
 Der er for få eller ingen kildehenvisninger i denne artikel, hvilket er et problem. Du kan hjælpe ved at angive troværdige kilder til de påstande, som fremføres i artiklen.

Lockheed Corporation (oprindelig Loughead Aircraft Manufacturing Company) var et amerikansk firma indenfor flyvemaskine-industrien, som blev grundlagt i 1912. De er især kendt for at have udviklet transportflyet C-130 Hercules og overvågningsflyet U-2 Dragon Lady. De købte i 1993 også produktionen af F-16 Fighting Falcon fra General Dynamics. Danmark har siden 1975 haft C-130 Hercules og siden 1980 haft F-16 Fighting Falcon i flyvevåbnet.
I 1995 fusionerede Lockheed Corporation med Martin Marietta og grundlagde Lockheed Martin, som i dag er verdens største våbenleverandør.

## Lockheedskandalen
I 1975, kom det frem, at Lockheed havde bestukket udenlandske politikere og embedsmænd for at skaffe sig ordrer på deres fly. Siden 1970 havde Lockheed betalt omkring 22 millioner dollars. De lande, der var involveret var Tyskland, Japan, Italien og Holland, hvor prins Bernhard var involveret og han måtte derfor trække sig fra sin daværende post.[kilde mangler]

## Civilfly
- L-1011 Tristar

## Militærfly ude af produktion
- C-5 Galaxy
- C-141 Starlifter
- F-104 Starfighter
- F-117 Nighthawk
- P-3 Orion
- S-3 Viking
- U-2
- SR-71 blackbird

## Militærfly i produktion
- C-27 Spartan
- C-130 Hercules
- F-16 Fighting Falcon
- F-22 Raptor
- F-35 Lightning II
- SR-72 et projekt for et hypersonisk fly.